# CA Paranaibense
CA Paranaibense is een Braziliaanse voetbalclub uit Paranaíba in de staat Mato Grosso do Sul. 

## Geschiedenis
De club werd opgericht in 1986. In 1994 speelden ze voor het eerst in de hoogste klasse van het Campeonato Sul-Mato-Grossense. De club had aanvankelijk geen succes, net als in 1995 en 1997. In 1999 bereikte de club voor het eerst de tweede ronde en verloor daar van de latere kampioen Ubiratan. In 2000 verloren ze in de halve finale van Comercial. Na een jaar onderbreking speelde de club in 2002 weer in de competitie en bereikte de tweede ronde. In 2003 trokken ze zich na de eerste ronde terug uit de competitie. In 2006 werden ze vicekampioen van de tweede klasse achter Corumbaense en promoveerden terug naar de hoogste klasse. In 2008 trokken ze zich terug uit de competitie door gebrek aan financiële middelen.